# فيلانوفا تولو
فيلانوفا تولو ، (بالإنجليزية: Villanova Tulo)‏، (سردينيا: Bidda Noa de Tulu)، هي بلدية في مقاطعة جنوب سردينيا، في إقليم سردينيا الإيطالي، وتقع على بعد حوالي 80 كيلومترًا (50 ميلًا) شمال كالياري.

## السكان
في سنة 1861 بلغ عدد السكان 734 نسمة، وتطور العدد ليصل في سنة 2011 لـ 1٬158 نسمة.
يظهر هذا المخطط البياني تطور النمو السكاني لـ فيلانوفا تولو